# یفری پرس
یفری پرس (اسپانیایی: Yefri Pérez‎؛ زادهٔ ۲۴ فوریهٔ ۱۹۹۱) بازیکن بیس‌بال اهل جمهوری دومینیکن است.
وی در مسابقات کشوری و بین‌المللی در مجموع برندهٔ ۱ مدال برنز شده‌است.